# Ист Ривердејл (Мериленд)
Ист Ривердејл (енгл. East Riverdale) насељено је место без административног статуса у америчкој савезној држави Мериленд.

## Демографија
По попису из 2010. године број становника је 15.509, што је 548 (3,7%) становника више него 2000. године.
| Група             | 2000.         | 2010.         |
| Белци             | 2.709 (18,1%) | 1.323 (8,5%)  |
| Афроамериканци    | 7.477 (50,0%) | 5.438 (35,1%) |
| Азијати           | 555 (3,7%)    | 412 (2,7%)    |
| Хиспаноамериканци | 3.960 (26,5%) | 8.273 (53,3%) |
| Укупно            | 14.961        | 15.509        |